# ديزموند بنيجار
ديزموند بنيجار (بالإنجليزية: Desmond Penigar)‏ مواليد 16 يوليو 1981 في ديكوينسي، هو لاعب كرة سلة أمريكي. بدأ مسيرته الاحترافية في سنة 2003. يحمل الرقم 0. يبلغ طوله 6 قدم 7 بوصة (2.0 م).

## المسيرة الاحترافية
لعب مع أوكلاهوما سيتي بلو في موسم 2003–2004، ثم لعب مع أورلاندو ماجيك في سنة 2004، ثم لعب مع أوكلاهوما سيتي بلو في سنة 2004، ثم لعب مع تشانغوون إل جي ساكرز في موسم 2004–2005، ثم لعب مع إي دبليو إي باسكتس أولدنبورغ في الدوري الألماني من سنة 2005 إلى 2007، ثم لعب مع الهلال من سنة 2013 إلى 2013، ثم لعب مع الحكمة اللبناني في موسم 2014–2015.

## روابط خارجية
- ديزموند بنيجار على موقع إن بي أي (الإنجليزية)
- ديزموند بنيجار على موقع سبورتس رفرنس (الإنجليزية)
- ديزموند بنيجار على موقع كرة السلة الأوروبية.كوم (الإنجليزية)
- ديزموند بنيجار على موقع كلية كرة السلة في سبورتس رفرنس.كوم (الإنجليزية)
- ديزموند بنيجار على موقع ريلجم (الإنجليزية)
- ديزموند بنيجار على موقع بروبوليرز (الإنجليزية)
- ديزموند بنيجار على موقع سبورتس رفرنس (الإنجليزية)